# Museu Arqueològic d'Ítaca
El Museu Arqueològic d'Ítaca és un museu de Grècia situat a la localitat de Vathí, a l'illa d'Ítaca.
És un museu construït en la dècada de 1960 que alberga objectes arqueològics de l'illa —principalment de la part meridional— pertanyents a una cronologia compresa entre el període protogeomètric i l'època romana.

## Col·leccions
Una de les sales acull els objectes dels períodes protogeomètric i geomètric (1000-700 aC), dels quals aquest museu conté una destacada col·lecció, consistent sobretot en peces de ceràmica, però també en objectes de bronze i ivori.
En una altra sala hi ha una sèrie de peces de terrissa del segle vii aC, entre els quals destaquen els fragments d'una enòcoa que contenen escriptura en hexàmetres.
A la tercera sala es troben troballes de diferents èpoques que inclouen una sèrie de figuretes de terracota, monedes de bronze i ofrenes votives del santuari de les nimfes. Entre altres objectes destacats hi ha un bust de bronze d'un home barbut, una inscripció votiva d'època arcaica on s'esmenta Atena i Hera, i un bust d'època romana de grandària natural.
D'altra banda, al vestíbul s'exposa una sèrie d'esteles funeràries.